# Nothapodytes amamianus
Nothapodytes amamianus är en järneksväxtart som beskrevs av Hidetoshi Nagamasu och Mak.Kato. Nothapodytes amamianus ingår i släktet Nothapodytes och familjen Stemonuraceae. Inga underarter finns listade i Catalogue of Life.